# Sarah Silverman
Sarah Kate Silverman (Bedford, New Hampshire, 1970. december 1. –) kétszeres Primetime Emmy-díjas amerikai humorista, író, színésznő.

## Élete
1970-ben született két zsidó bevándorló, Donald Silverman és Beth Ann Silverman lányaként. A négy testvér közül a legfiatalabb. 12 évesen már a helyi színházban játszott. Manchesterben, majd New Yorkban járt iskolába. A Saturday Night Live 1993–94-es szériájában tűnt fel, de egy év után kirúgták, mert egyik jelenete sem szerepelt a televízióban. Később kirúgását a The Larry Sanders Show-ban parodizálta ki.  Ezután számos filmben és sorozatban szerepelt és sok sorozathoz adta hangját vagy karakterét. A filmiparba is betört, filmográfiája kb. 25 filmet számlál. Karakterével mindenféle helyzetben helyt áll, komoly szerepekben is jól teljesít. Saját műsora a The Sarah Silverman Program 2007 és 2010 között került adásba a Comedy Centrálon és 1,8 millió nézőjével ez eddigi legsikeresebb vállalkozása.
2002-től egy kisebb megszakítással 2009-ig Jimmy Kimmellel élt együtt, 2010-ben pedig háromnegyed évig Alec Sulkinnal, a Family Guy producerével-írójával járt. Silverman 2007-ben kijelentette, hogy addig nem akar megházasodni, amíg ez minden meleg pár számára is lehetővé nem válik az Egyesült Államokban.

## Munkássága
A Comedy Central amerikai tv-csatornánál van saját műsora a The Sarah Silverman Program. A műsort 2007. február 1-jén kezdték sugározni és átlagosan 1,8 millió nézővel az Egyesült Államokban a 18-49 éves korcsoportban a legnézettebb kábeltelevíziós műsor. Humora szatirikus, gyakran érint érzékeny témákat, mint például rasszizmus, szexizmus, vallás.

## The Sarah Silverman Program
Silverman saját műsora amelyben önmaga karikatúráját alakítja, egy munkanélküli, mihaszna nőt, akit a húga tart el. Nem ismer se istent sem embert, ha valakit ki akar parodizálni. A műsorba minden belefér az abszurd daloktól a vicces jelenetekig. Éli saját életét, mindenkit sértegetve, a világgal nem törődve. Idejének nagy részét a húgával tölti, akit tényleg Sarah igazi nővére, Laura alakít. Fontos szerepet kap még Jay, a rendőr és a két meleg szomszéd.

## Filmográfia (válogatás)
- Óvszermódszer (Overnight Delivery, 1998)
- Nyomd a sódert! (Bulwoth, 1998)
- Keresd a nőt! (There's Something About Mary, 1998)
- Oltári vőlegény (The Bachelor, 1999)
- A nőfaló ufó (What Planet Are You From?, 2000)
- Kutyaütők (Screwed, 2000)
- Hullahegyek, fenegyerek (The Way of the Gun, 2000)
- Húgom, nem húgom (Say It Isn't So, 2001)
- Szívtiprók (Heartbreakers, 2001)
- Evolúció (Evolution, 2001)
- Run Ronnie Run (Run Ronnie Run, 2002)
- Rocksuli (School of Rock, 2003)
- Sarah Silverman: Jesus Is Magic (2005)
- Bohém élet (Rent, 2005)
- Sajttársak (Want Someone to Eat Cheese With, 2006)
- Balek suli (School for Scoundrels, 2006)
- Ki nevet a végén? (Funny People, 2009)
- Saint John of Las Vegas (2010)
- Peep World (2011)
- Rontó Ralph (Wreck-It Ralph, 2012)
- Hogyan rohanj a veszTEDbe (A Million Ways to Die in the West, 2014)
- Popsztár: Soha ne állj le (a soha le nem állással) (Popstar: Never Stop Never Stopping, 2016)
- Henry könyve (The Book of Henry, 2017)
- A nemek harca (Battle of the Sexes, 2017)
- Ralph lezúzza a netet (Ralph Breaks the Internet, 2018)
- Ne nézz fel! (Don't Look Up, 2021)
- Vegyél el (Marry Me, 2022)
- Bob burgerfalodája – A film (The Bob's Burgers Movie, 2022)

## Fordítás
- Ez a szócikk részben vagy egészben  a   Sarah_Silverman című angol Wikipédia-szócikk fordításán alapul.  Az eredeti cikk szerkesztőit annak laptörténete sorolja fel. Ez a jelzés csupán a megfogalmazás eredetét és a szerzői jogokat jelzi, nem szolgál a cikkben szereplő információk forrásmegjelöléseként.